# Hexatoma bifascipennis
Hexatoma bifascipennis är en tvåvingeart som först beskrevs av Edwards 1932.  Hexatoma bifascipennis ingår i släktet Hexatoma och familjen småharkrankar. Inga underarter finns listade i Catalogue of Life.